# Reifferscheid
Pour les articles homonymes, voir Reifferscheid.
Reifferscheid est une municipalité allemande située dans le land de Rhénanie-Palatinat et l'arrondissement d'Ahrweiler.